# Sự tiến hóa lãnh thổ của Hoa Kỳ
Đây là danh sách liệt kê về Sự tiến hóa biên cương của Hoa Kỳ. Danh sách này liệt kê mọi sự thay đổi về biên cương của Hoa Kỳ cũng như sự thay đổi về tên và tình trạng chính trị. Danh sách này cũng biểu thị các khu vực xung quanh mà sau đó dần dần trở thành một phần lãnh thổ của Hoa Kỳ. Mỗi giai đoạn có một bản đồ để biểu thị những thành phần chi tiết nào hình thành nên Hoa Kỳ trong một thời gian nhất định nào đó.
Sau khi giành được độc lập bằng Hiệp định Paris năm 1783, Hoa Kỳ bành trướng lãnh thổ của mình về phía tây, mở rộng biên cương 7 lần trong đó có 2 lần điều chỉnh biên cương lớn, 1 lần với các thuộc địa của Vương quốc Anh, 1 lần với các thuộc địa của Tây Ban Nha và một số tranh chấp nhỏ. 13 thuộc địa ban đầu phát triển thành 50 tiểu bang, đa số các tiểu bang khởi nguồn từ các lãnh thổ hợp nhất. Mô hình tổng quát được thấy trong danh sách này là từ sự mở rộng lãnh thổ, lập ra các lãnh tổ có tổ chức từ những vùng đất mới thu được, chiếm được, hay mua được, điều chỉnh ranh giới của các lãnh thổ này, và sau đó cho phép chúng gia nhập liên bang để trở thành tiểu bang. Chỉ có hai tiểu bang là Nevada và Missouri phát triển đáng kể sau khi trở thành tiểu bang. Năm tiểu bang là Georgia, Massachusetts, Bắc Carolina, Texas, và Virginia mất đất của mình để tạo ra các tiểu bang mới.

## Thế kỷ 18
Ngày 4 tháng 3 năm 1789
Hiến pháp Hoa Kỳ trở nên có hiệu lực thành lập quốc gia mới. Chú ý rằng các tiểu bang thông qua Hiến pháp vào những thời điểm khác nhau nhưng để đơn giản hóa, kết quả cuối cùng được biểu thị tại đây.
Hoa Kỳ giành được độc lập từ tay Vương quốc Anh bằng Hiệp định Paris vào ngày 3 tháng 9 năm 1783. Hiệp định này củng cố rằng 13 thuộc địa là các quốc gia độc lập và có chủ quyền. Biên giới chung của các quốc gia này (Hoa Kỳ ban đầu thực chất là các quốc gia độc lập liên kết vì một mục đích chung là độc lập khỏi Vương quốc Anh) được thành lập dựa theo Điều khoản 2 của hiệp định đi cùng với một số vấn đề khác nữa. Thứ nhất, biên giới chạy về hướng tây từ hồ Woods đến sông Mississippi - vào thời đó, người ta không biết rằng nước nguồn của sông Mississippi là nằm ở phía nam của đường vạch như thế, vì vậy biên giới kể từ đó đã được tính là chạy về hướng nam từ hồ 
Woods đến sông Mississippi.
Một chi tiết cần được nhắc lại ở đây cho những ai chỉ biết đến các biên giới hiện tại: nhiều tiểu bang có những vùng đất do hoàng gia Anh ban tặng nằm bên ngoài lãnh thổ của họ và không dễ gì nhượng lại cho bất cứ ai. Họ chỉ nhượng lại cho chính phủ liên bang để trừ nợ Chiến tranh Cách mạng Mỹ. Tuy nhiên, tiểu bang Georgia đã không làm vậy cho đến khá lâu sau đó. Tiểu bang Connecticut nhượng lại phần nhiều đất ban tặng nhưng vẫn giữ vùng Connecticut Western Reserve. Virginia nhượng lãnh thổ phía bắc và tây sông Ohio, và vùng đất này trở thành lãnh thổ chưa tổ chức. Bắc Carolina cũng nhượng các quận phía tây nhưng Quốc hội Hoa Kỳ không chấp thuận chính thức sự việc này cho đến năm 1790. Tiểu bang New York nhượng tuyên bố chủ quyền vùng Erie Triangle cho chính phủ liên bang. Vào thời điểm này trong lịch sử, tất cả các tiểu bang, trừ Georgia và Virginia là có ranh giới như ngày nay, trừ một số vấn đề nhỏ được nhắc đến ở trên.
Tây Florida tuyên bố ranh giới xa về phía bắc hơn những gì Hoa Kỳ nói nó có. Ranh giới của nó từng là vĩ tuyến 31° bắc khi Tây Ban Nha nhượng nó cho Vương quốc Anh. Người Anh sau đó di chuyển ranh giới về phía bắc đến vĩ tuyến 32°38′ nhưng khi Florida thuộc Tây Ban Nha được nhượng lại cho cho Đế quốc Tây Ban Nha theo Hiệp ước Paris thì người Anh nói rằng ranh giới của nó nằm ở vĩ tuyến 31 độ Bắc nhưng Tây Ban Nha tiếp tục tuyên bố chủ quyền ranh giới cao phía trên hơn. Ranh giới tại khu vực phía bắc của Địa khu Maine thuộc tiểu bang Massachusetts và khu vực tây bắc hồ Superior cũng bị tranh chấp.
Khu vực có tên The Wedge, bị tranh chấp từ thế kỷ 17, vẫn là một điểm tranh cãi giữa tiểu bang Delaware và Pennsylvania.
Cộng hòa Vermont là một vấn đề phức tạp vì có nhiều khu vực bị tranh chấp chủ quyền bởi New York và New Hampshire, nhưng vẫn tồn tại như một quốc gia độc lập de facto nhưng chưa được công nhận.
7 tháng 8 năm 1789
Quốc hội Hoa Kỳ xác nhận việc tổ chức lãnh thổ nằm về phía tây bắc sông Ohio, hay còn gọi là Lãnh thổ Tây Bắc, bằng Sắc lệnh Tây Bắc. Lãnh thổ Tây Bắc bao gồm các tiểu bang ngày nay là Illinois, Indiana, Michigan, đông bắc tiểu bang Minnesota, phần lớn tiểu bang Ohio, và tiểu bang Wisconsin. Lãnh thổ Tây Bắc trước kia được tổ chức dưới Các điều khoản Hợp bang ngày 13 tháng 7 năm 1787, và được sửa đổi chút ít dưới Hiến pháp mới.
2 tháng 4 năm 1790
Quốc hội Hoa Kỳ chấp nhận nhượng địa từ Bắc Carolina gồm các quận phía tây của tiểu bang này. Ban đầu nó được nhượng lại cho chính phủ liên bang vào ngày 22 tháng 12 năm 1789. Phần đất này trở thành lãnh thổ chưa tổ chức.
26 tháng 5 năm 1790
Sắc lệnh Tây Nam có hiệu lực tổ chức lãnh thổ nằm về phía nam sông Ohio hay được gọi là Lãnh thổ Tây Nam, tương ứng với tiểu bang Tennessee hiện nay.
4 tháng 3 năm 1791
Cộng hòa Vermont được chấp thuận gia nhập vào Hoa Kỳ và trở thành tiểu bang thứ 14. Trước đó nó là một quốc gia độc lập trên thực tế mặc dù chưa được Hoa Kỳ công nhận. Nó có một số vùng đất bị tuyên bố chủ quyền bởi tiểu bang New York và New Hampshire
9 tháng 9 năm 1791
Đặc khu Columbia, đặc khu liên bang của quốc gia, được thành lập từ đất nhượng lại của hai tiểu bang Maryland và Virginia; phần đất của Virginia sau đó được trao trả lại vào năm 1847.
3 tháng 3 năm 1792
Chính phủ liên bang bán vùng đất Erie Triangle cho tiểu bang Pennsylvania.
1 tháng 6 năm 1792
Các quận miền tây của Virginia nằm bên ngoài Dãy núi Appalachian tách ra và được chấp nhận vào liên bang để trở thành tiểu bang thứ 15 là tiểu bang Kentucky.
11 tháng 1 năm 1794
Trong Hội nghị Nootka lần thứ 3, Tây Ban Nha từ bỏ tuyên bố chủ quyền độc tôn của mình đối với toàn bộ duyên hải Thái Bình Dương và nhìn nhận quyền của Vương quốc Anh và các cường quốc khác trong việc sử dụng lãnh thổ chưa chiếm đóng.
27 tháng 10 năm 1795
Hiệp định Pinckney, 
cũng được biết đến là Hiệp ước San Lorenzo, được ký vào ngày 27 tháng 10 và được tuyên cáo ngày 3 tháng 8 năm 1796, ấn định ranh giới phía bắc của Tây Florida là vĩ tuyến 31 độ bắc.
1 tháng 6 năm 1796
Lãnh thổ Tây Nam được phép gia nhập vào Hoa Kỳ thành tiểu bang thứ 16, Tennessee. 
7 tháng 4 năm 1798
Vì vụ tai tiếng đất đai sông Yazoo nên một đạo luật mới ra đời và được Tổng thống Hoa Kỳ John Adams ký, cho phép ông bổ nhiệm các ủy viên để thương thuyết với tiểu bang Georgia về việc nhượng lại vùng đất phía tây của tiểu bang. Đạo luật tạo nên Lãnh thổ Mississippi trong vùng đất mà Tây Florida nhượng lại, tương ứng một phần ba phía nam của tiểu bang Mississippi và Alabama ngày nay trừ những vùng cán chảo thuộc phần đất của Tây Florida.

## Thập niên 1800
4 tháng 7 năm 1800
Lãnh thổ Indiana được thành lập từ phần đất phía tây của Lãnh thổ Tây Bắc. Nó tương ứng với ngày nay Illinois, Indiana, đông bắc Minnesota và Wisconsin, cũng như một nửa phía tây của bán đảo Lower Michigan. Lãnh thổ Tây Bắc chỉ còn lại hầu hết Ohio và phần còn lại của Michigan
10 tháng 7 năm 1800
Connecticut nhượng Western Reserve cho chính phủ liên bang mà sau đó đưa nó vào Lãnh thổ Tây Bắc, hiện nay là phần đất đông bắc của tiểu bang Ohio.
1 tháng 10 năm 1800
Hiệp ước San Ildefonso lần thứ 3 bí mật chuyền tay thuộc địa Louisiana từ Đế quốc Tây Ban Nha sang cho Đế quốc Thực dân Pháp. Ranh giới của nó không được nêu chi tiết và việc kiểm soát nó thực sự không được chuyền tay cho đến khi Hoa Kỳ mua Louisiana.
26 tháng 4 năm 1802
Georgia cuối cùng nhượng phần đất phía tây là Yazoo Lands cho chính phủ liên bang và vùng này trở thành đất chưa tổ chức.
1 tháng 3 năm 1803
Phần phía đông nam của Lãnh thổ Tây Bắc được phép gia nhập Hoa Kỳ thành tiểu bang thứ 17 là Ohio. Phần đất còn lại của Lãnh thổ Tây Bắc được chuyển cho Lãnh thổ Indiana.
30 tháng 4 năm 1803
Hoa Kỳ mua vùng đất Louisiana từ Pháp, mở rộng lãnh thổ Hoa Kỳ về phía tây sông Mississippi. Có tranh chấp với West Florida về vấn đề có bao nhiêu đất nằm ở phía đông sông Mississippi thuộc lãnh thổ của Tây Florida. Miền tây sông Mississippi, được định nghĩa là vùng Lòng chảo Mississippi, mà vùng mở rộng của nó không được biết đến vào thời đó và kéo dài một ít về phía bắc lên đến biên giới Canada-Hoa Kỳ ngày nay. Nó bao gồm toàn thể các tiểu bang ngày nay là Arkansas, Kansas, Iowa, Missouri, Nebraska, và Oklahoma, và một phần các tiểu bang Colorado, Louisiana, Minnesota, Montana, New Mexico, North Dakota, South Dakota, Texas và Wyoming. Nó cũng bao gồm những phần đất gần phía nam nhất của các tỉnh bang ngày nay của Canada là Alberta, Manitoba, và Saskatchewan.
27 tháng 3 năm 1804
Vùng đất chưa tổ chức, được Georgia nhượng lại, được đưa vào Lãnh thổ Mississippi gồm có toàn bộ các tiểu bang ngày nay là Mississippi và Alabama trừ đi các vùng cán chảo vẫn là một phần đất của Tây Florida.
1 tháng 10 năm 1804
Vùng đất mua Louisiana được tách thành Địa khu Louisiana tạm thời được đặt dưới thẩm quyền pháp lý của Lãnh thổ Indiana và Lãnh thổ Orleans có tổ chức chính quyền là một phần đất của tiểu bang Louisiana ngày nay cộng với một phần nhỏ của tiểu bang Texas. Ranh giới phía tây của Lãnh thổ Orleans gây ra thêm xung đột với Tân Tây Ban Nha, đặc biệt là vùng nằm giữa sông Sabine trên phía tây và Arroyo Hondo (sông) trên phía tây. Vùng đất này được biết đến như là Quốc gia Tự do Sabine. Vùng này sau đó được xác nhận là lãnh thổ của Hoa Kỳ bằng Hiệp ước Adams-Onís năm 1819.
11 tháng 1, 1805
Lãnh thổ Michigan tách ra từ Lãnh thổ Indiana, gồm có toàn bộ bán đảo hạ của tiểu bang Michigan ngày nay nhưng chỉ mũi phía đông của bán đảo thượng vẫn còn thuộc Lãnh thổ Tây Bắc sau khi Lãnh thổ Indiana tách ra từ nót.
4 tháng 7 năm 1805
Địa khu Louisiana được tổ chức thành Lãnh thổ Louisiana.
1 tháng 3h, 1809
Lãnh thổ Illinois tách ra từ Lãnh thổ Indiana. Lãnh thổ Illinois bao gồm tiểu bang Illinois, đông bắc tiểu bang Minnesota, và Wisconsin ngày nay. Lãnh thổ Indiana gồm có ranh giới ngày nay của tiểu bang Indiana với ranh giới phía tây và phía đông kéo dài lên phía bắc; vì thế nó cũng bao gồm phần trung tâm bán đảo thượng của tiểu bang Michigan cũng như bán đảo Door của tiểu bang Wisconsin ngày nay.

## Thập niên 1810
Tháng 4 năm 1810
Quần đảo Hawaii thống nhất thành Vương quốc Hawaii.
27 tháng 10 năm 1810
Qua tuyên cáo của Tổng thống James Madison, Hoa Kỳ sáp nhập Baton Rouge và các Địa khu Mobile của Tây Florida, tuyên bố chúng là một phần của Cấu địa Louisiana. Các vùng này trước đó 90 ngày đã tuyên bố độc lập với tên gọi là Cộng hòa Tây Florida.
30 tháng 4 năm 1812
Phần lớn Lãnh thổ Orleans được phép gia nhập liên bang thành tiểu bang thứ 18 là Louisiana. Phần còn lại của lãnh thổ này (chóp tây bắc) được nhượng lại cho Lãnh thổ Louisiana.
12 tháng 5 năm 1812
Chính phủ liên bang sáp nhập một phần đất của Tây Florida, Địa khu Mobile vào Lãnh thổ Mississippi, biến lãnh thổ này tương ứng với tiểu bang Alabama và Mississippi ngày nay.
4 tháng 6 năm 1812
Lãnh thổ Louisiana trùng tên với một tiểu bang là tiểu bang Louisiana nên nó được đặt tên lại là Lãnh thổ Missouri.
17 tháng 4 năm 1813
Quân đội Cộng hòa miền Bắc (nhóm quân viễn chinh gây loạn hỗn hợp gồm người Mexico và Mỹ chống chính quyền Texas thuộc Tây Ban Nha) chiếm được San Antonio, Texas, giết chết thống đốc Manuel María de Salcedo, tuyên bố Texas là một quốc gia độc lập và ban hành hiến pháp đầu tiên của Texas vào ngày hôm đó. Các lực lượng Tây Ban Nha tái chiếm tỉnh này sau đó trong năm và hành quyết bất cứ người Texas nào bị tố cáo là có đầu óc Cộng hòa. Đến năn 1820, có ít hơn 2000 công dân nói tiếng Tây Ban Nha còn lại tại Texas thuộc Tây Ban Nha.
11 tháng 12 năm 1816
Phần phía nam của Lãnh thổ Indiana được phép gia nhập liên bang thành tiểu bang thứ 19 là tiểu bang Indiana. Phần còn lại trở thành lãnh thổ chưa tổ chức.
3 tháng 3 năm 1817
Lãnh thổ Alabama tách ra từ Lãnh thổ Mississippi; cả hai tương ứng với hai tiểu bang cùng tên ngày nay.
10 tháng 12 năm 1817
Lãnh thổ Mississippi được gia nhập liên bang thành tiểu bang thứ 20 là tiểu bang Mississippi.
20 tháng 10 năm 1818
Hiệp định 1818 thiết lập vĩ tuyến 49 độ Bắc ở phía tây hồ Woods làm ranh giới với những phần đất do người Anh nắm giữ, và Xứ Oregon được thành lập như một vùng đất chung giữa Hoa Kỳ và Vương quốc Anh. Xứ Oregon bao gồm phần lớn tiểu bang Idaho và tiểu bang Oregon, toàn bộ tiểu bang Washington, và một phần tiểu bang Montana cũng như phần phía nam của tỉnh bang British Columbia của Canada ngày nay. Hiệp định chuyển Lòng chảo Sông Red sang cho Hoa Kỳ bao gồm tây bắc tiểu bang Minnesota, đông bắc North Dakota, và mũi đông bắc South Dakota.
3 tháng 12 năm 1818
Phần phía nam của Lãnh thổ Illinois được gia nhập liên bang thành tiểu bang thứ 21 là tiểu bang Illinois. Phần còn lại được đưa sang cho Lãnh thổ Michigan. Những vùng đất chưa tổ chức mà là một phần của Lãnh thổ Indiana trước khi Indiana gia nhập liên bang thành một tiểu bang cũng được chuyển sang cho Lãnh thổ Michigan.
2 tháng 3 năm 1819
Phần phía nam của Lãnh thổ Missouri được tổ chức thành Lãnh thổ Arkansaw, bao gồm tiểu bang Arkansas ngày nay cũng như một phần của tiểu bang Oklahoma. It was not officially spelled Arkansas until later.
14 tháng 12 năm 1819
Lãnh thổ Alabama được phép gia nhập liên bang thành tiểu bang thứ 22 là tiểu bang Alabama.

## Thập niên 1820
16 tháng 3 năm 1820
Địa khu Maine của Massachusetts tách ra và được gia nhập vào liên bang thành tiểu bang thứ 23 là Maine. Đây là một phần của Thỏa hiệp Missouri.
10 tháng 7 năm 1821
Hiệp ước Adams-Onís hay còn gọi là Hiệp ước Liên lục địa trở thành có hiệu lực thiết lập đường ranh giới rõ ràng giữa Hoa Kỳ và Tân Tây Ban Nha. Qua hiệp ước này, Tây Ban Nha chuyển nhượng quyền tuyên bố chủ quyền đối với Xứ Oregon sang cho Hoa Kỳ và đổi lại Hoa Kỳ chuyển nhượng quyền tuyên bố chủ quyền đối với Texas sang cho Tây Ban Nha; chuyển những phần mà ngày nay là Colorado, Oklahoma, và Wyoming, và toàn bộ New Mexico và Texas cho Tân Tây Ban Nha; và tất cả Florida thuộc Tây Ban Nha cho Hoa Kỳ. Các ranh giới mới lấn vào Quận Miller thuộc Lãnh thổ Arkansas được thành lập ngày 1 tháng 4 năm 1820. Quận này kéo dài xuống phía dưới sông Red và lấn vào phần đất lúc đó được nhượng lại cho Tây Ban Nha. Tuy nhiên, vùng đất xa xôi hẻo lánh này không gây ra một cuộc xung đột trầm trọng nào với Tây Ban Nha.
10 tháng 8 năm 1821
Góc đông nam của Lãnh thổ Missouri được phép gia nhập thành tiểu bang thứ 24 là Missouri. Phần còn lại trở thành vô tổ chức. Missouri không bao gồm tam giác tây bắc của nó vào thời điểm đó. Vùng này được đưa vào tiểu bang sau này bằng Thương vụ Platte.
16 tháng 9 năm 1821
Năm 1821, Nga ra tuyên cáo nhằm ngăn cản các tàu thuyền không phải của Nga tiến vào duyên hải Tây Bắc. Nga chỉ thi hành cưỡng chế lệnh này là sự kiện họ bắt giữ tàu Pearl của Hoa Kỳ năm 1822. Hoa Kỳ phản ứng bằng Học thuyết Monroe năm 1823.
27 tháng 9 năm 1821
Phó vương quốc Tân Tây Ban Nha giành được độc lập trở thành México. Texas thuộc Tây Ban Nha trở thành Texas thuộc Mexico.
30 tháng 3 năm 1822
Đông Florida và một phần Tây Florida chưa là bộ phận nào của quốc gia nào nên được kết hợp lại và được tổ chức thành Lãnh thổ Florida, tương ứng với tiểu bang Florida ngày nay.
15 tháng 11 năm 1824
Lãnh thổ Arkansas bị thu hẹp, phần phía tây trở thành vùng chưa tổ chức.
12 tháng 1, 1825
Hiệp ước Nga-Mỹ 1824 trao khu vực Nga tuyên bố chủ quyền nằm ở phía nam vĩ tuyến 54°40′ Bắc cho Hoa Kỳ. Hiệp ước này cùng với Hội nghị Anh-Nga 1825 trao cho Anh và Hoa Kỳ quyền tuyên bố chủ quyền đối với Xứ Oregon. Nga giữ lại Đồn Ross tại California cho đến năm 1841.
6 tháng 5 năm 1828
Lãnh thổ Arkansas bị thu hẹp thêm nữa, chỉ còn lại phần mà ngày nay là tiểu bang Arkansas, phần còn lại trở thành chưa tổ chức, trừ vùng đất mà lãnh thổ này vẫn tuyên bố chủ quyền là Quận Miller.

## Thập niên 1830
30 tháng 6 năm 1834
Một phần đất rộng chưa tổ chức được đưa vào Lãnh thổ Michigan, tương ứng với tiểu bang Iowa, tây Minnesota, và đông North Dakota và South Dakota ngày nay.
2 tháng 3 năm 1836
Cộng hòa Texas giành được độc lập từ México mặc dù có một phần đất rộng còn bị tranh chấp. Cộng hòa này kiểm soát phân nửa phía đông của tiểu bang Texas ngày nay, và tranh chấp chủ quyền phân nửa phía tây cũng như những vùng đất thuộc Colorado, Kansas, New Mexico, và Wyoming. Quận Miller trong Lãnh thổ Arkansas lúc đó nằm bên trong ranh giới của Cộng hòa Texas, và người dân tại đó bắt đầu nhìn nhận họ là người Texas, khiến cho cả hai chính quyền đều có đại diện của mình từ quận này.
15 tháng 6 năm 1836
Lãnh thổ Arkansas gia nhập liên bang thành tiểu bang thứ 25 là Arkansas. Tiểu bang mới này tiếp tục tuyên bố chủ quyền đối với Quận Miller.
4 tháng 7 năm 1836
Lãnh thổ Wisconsin được tách ra khỏi Lãnh thổ Michigan. Nó bao gồm tiểu bang Wisconsin, Minnesota, Iowa, đông North Dakota và đông South Dakota. Toàn bộ bán đảo thượng được trao cho Lãnh thổ Michigan để đổi lại việc lãnh thổ này từ bỏ tuyên bố chủ quyền đối với Toledo Strip của Ohio. Lãnh thổ Michigan sau khi có thêm bán đảo thượng tương đương với ranh giới của tiểu bang Michigan ngày nay.
26 tháng 1, 1837
Lãnh thổ Michigan gia nhập liên bang thành tiểu bang thứ 26 là Michigan.
28 tháng 3 năm 1837
Vùng đất mua Platte được đưa vào Missouri và là ranh giới hiện nay của tiểu bang này.
4 tháng 7 năm 1838
Lãnh thổ Iowa được tách ra từ Lãnh thổ Wisconsin, gồm có Iowa, tây Minnesota, đông North Dakota và đông South Dakota, để lại cho Lãnh thổ Wisconsin chỉ còn lại phía đông Minnesota và Wisconsin.

## Thập niên 1840
10 tháng 11 năm 1842
Hiệp ước Webster-Ashburton giải quyết vấn đề ranh giới giữa Hoa Kỳ và những phần đất do Vương quốc Anh giữ nằm ở phía đông Rặng Thạch Sơn, kết thúc các tranh chấp ranh giới phía bắc của tiểu bang Maine và ranh giới đông bắc của Lãnh thổ Wisconsin mà ngày nay nằm trong tiểu bang Minnesota.
3 tháng 3 năm 1845
Lãnh thổ Florida gia nhập liên bang thành tiểu bang thứ 27 là Florida.
29 tháng 12 năm 1845
Cộng hòa Texas được phép gia nhập liên bang thành tiểu bang thứ 28 là Texas. Quốc hội Hoa Kỳ thông qua nghị quyết chung sáp nhập Texas vào ngày 1 tháng 3 năm 1845, nhưng Texas không đồng ý gia nhập liên bang trong một khoảng thời gian sau đó. Tuy nghị quyết sáp nhập tránh nói đến chi tiết ranh giới của Texas nhưng Hoa Kỳ nhận thừa kế những tuyên bố chủ quyền chưa được thực thi của Texas đối với Nam Texas, Tây Texas, đối với phân nửa New Mexico, một phần ba Colorado, và một số vùng đất nhỏ của Oklahoma, Kansas và Wyoming. Với sự kiện Texas gia nhập liên bang, Arkansas cuối cùng từ bỏ tuyên bố chủ quyền đối với quận Miller.
18 tháng 6 năm 1846
Hiệp ước Oregon thiết lập vĩ tuyến 49 nằm phía tây hồ Woods làm biên giới lục địa (tuy nhiên không bao gồm Đảo Vancouver) với những vùng đất do Vương quốc Anh giữ. Việc cùng chia sẻ chủ quyền Xứ Oregon chấm dứt, và phần đất Mỹ trở thành lãnh thổ chưa tổ chức.
15 tháng 8 năm 1846
Lục quân miền Tây (1846) của Hoa Kỳ dưới quyền chỉ huy của Stephen Kearny chiếm được New Mexico và tuyên bố chủ quyền vùng này cho Hoa Kỳ. Ông dựng lên chính quyền quân sự của Hoa Kỳ tại New Mexico và sau đó là chính quyền lâm thời New Mexico, chịu sự điều hành của chính phủ liên bang.
28 tháng 12 năm 1846
Phần đông nam của Lãnh thổ Iowa được phép gia nhập liên bang thành tiểu bang thứ 29 là Iowa. Phần đất còn lại trở thành chưa tổ chức.
13 tháng 1, 1847
Cuộc phản kháng của người Californio  chống các lực lượng Hoa Kỳ tại California kết thúc bằng Hiệp ước Cahuenga.
13 tháng 3 năm 1847
Đặt khu Columbia trả lại phần đất của nó nằm ở phía nam sông Potomac về cho Virginia. Quốc hội Hoa Kỳ thông qua đạo luật trả lại đất vào ngày 9 tháng 7 năm 1846. Virginia lấy lại phần đất này ngày hôm đó.
2 tháng 2 năm 1848
Hiệp ước Guadalupe Hidalgo kết thúc Chiến tranh Mỹ-Mexico. Mexico nhượng lại các vùng đất mà Texas tuyên bố chủ quyền cũng như một vùng đất rộng lớn khác bao gồm tất cả California, Nevada, và Utah ngày nay, phần lớn Arizona, và những phần đất của Colorado, New Mexico, và Wyoming ngày nay.
29 tháng 5 năm 1848
Phần đông nam của Lãnh thổ Wisconsin được phép gia nhập liên bang thành tiểu bang thứ 30 là Wisconsin. Phần còn lại trở thành chưa tổ chức.
14 tháng 8 năm 1848
Lãnh thổ Oregon được tổ chức, bao gồm Idaho, tây bắc Montana, Oregon, tiểu bang Washington, và tây Wyoming ngày nay.
3 tháng 3 năm 1849
Lãnh thổ Minnesota được tổ chức, bao gồm Minnesota, những phần phía đông của North Dakota và South Dakota ngày nay.

## Thập niên 1850
9 tháng 9 năm 1850
Thỏa ước 1850 chia tách Nhượng địa Mexico và đất đai mà Texas tuyên bố chủ quyền nhưng nhượng lại cho chính phủ liên bang để chính phủ liên bang lãnh nợ cho mình. Phần phía tây được phép gia nhập liên bang thành tiểu bang thứ 31 là California, phần lớn còn lại được tổ chức thành Lãnh thổ Utah và Lãnh thổ New Mexico, và một phần nhỏ trở thành chưa tổ chức. Lãnh thổ New Mexico bao gồm phần lớn tiểu bang Arizona và New Mexico ngày nay cũng như phần phía nam tiểu bang Colorado và mũi phía nam của tiểu bang Nevada. Lãnh thổ Utah bao gồm tiểu bang Utah, và phần lớn tiểu bang Nevada, và những phần đất của tiểu bang Colorado và tiểu bang Wyoming ngày nay.
2 tháng 3 năm 1853
Lãnh thổ Washington được tách ra từ Lãnh thổ Oregon, gồm có tiểu bang Washington, bắc Idaho, và rìa phía tây tiểu bang Montana ngày nay, để lại Lãnh thổ Oregon với phần đất gồm toàn bộ Oregon, miền Nam Idaho và một phần Wyoming ngày nay.
30 tháng 12 năm 1853
Vùng đất mua Gadsden được thêm vào Lãnh thổ New Mexico, tương ứng với khu vực cực nam của Arizona và New Mexico ngày nay.
30 tháng 5 năm 1854
Lãnh thổ Kansas và Lãnh thổ Nebraska được tổ chức; phần đất còn lại chưa tổ chức được biết như là Lãnh thổ người bản thổ Mỹ. Lãnh thổ Kansas bao gồm Kansas và đông Colorado ngày nay. Lãnh thổ Nebraska bao gồm Nebraska, và những phần đất của Colorado, Montana, North Dakota, South Dakota, và Wyoming ngày nay. Lãnh thổ người bản thổ Mỹ tương ứng với phía đông tiểu bang Oklahoma ngày nay.
Có một tình trạng dị biệt xảy ra vào thời điểm này khi một dải đất nhỏ phía bắc Texas không được chính thức trao cho bất cứ tiểu bang nào hay lãnh thổ nào; nó được gọi tên là Dải Trung lập hay "Đất không chủ" tương ứng với vùng cán chảo ngày nay của Oklahoma.
11 tháng 5 năm 1858
Phần phía đông của Lãnh thổ Minnesota được phép gia nhập liên bang thành tiểu bang thứ 32 là Minnesota. Phần còn lại trở thành chưa tổ chức.
14 tháng 2 năm 1859
Phần phía tây của Lãnh thổ Oregon được phép gia nhập liên bang thành tiểu bang thứ 33 là Oregon. Phần còn lại được giao cho Lãnh thổ Washington.

## Thập niên 1860
8 tháng 2 năm 1860
Texas bắt đầu tuyên bố chủ quyền quận Greer, lúc đó do chính phủ liên bang kiểm soát như lãnh thổ chưa tổ chức và ngày nay nằm trong tiểu bang Oklahoma.
29 tháng 1, 1861
Phần phía đông Lãnh thổ Kansas được phép gia nhập liên bang thành tiểu bang thứ 34 là Kansas. Lại 1 tình trạng dị thường xảy ra đối phần phía tây. Nó được đưa vào Lãnh thổ Colorado ngày 28 tháng 2 năm 1861; tuy nhiên, trong tháng giữa lúc Kansas trở thành tiểu bang và Lãnh thổ Colorado được thành lập, nó vẫn không có địa vị chính thức nào.
4 tháng 2 năm 1861
Liên minh miền Nam Hoa Kỳ (CSA) được thành lập. Các tiểu bang miền Nam Hoa Kỳ ly khai vào những thời điểm khác nhau và gia nhập Liên minh miền Nam vào các thời gian khác nhau; để đơn giản hóa bản đồ, thành phần của Liên minh miền Nam cuối cùng được biểu thị ở đây. Có các chính quyền phản loạn cũng như các chính quyền thuộc phe Liên bang tại Kentucky và Missouri. Liên minh miền Nam Hoa Kỳ kiểm soát hoàn toàn Lãnh thổ người bản thổ Mỹ. Để xem bản đồ hoạt cảnh chi tiết mô tả những tiểu bang khác nhau ly khai, xin xem Tiến hóa của các tiểu bang Liên minh miền Nam Hoa Kỳ.
28 tháng 2 năm 1861
Lãnh thổ Colorado được tổ chức với đất đai từ Lãnh thổ Utah, Lãnh thổ New Mexico, và Lãnh thổ Nebraska cũng như phần đất còn lại từ Lãnh thổ Kansas; ngày nay tương ứng với tiểu bang Colorado. góc nhọn phía đông của Lãnh thổ Washington được chuyển sang cho Lãnh thổ Nebraska.
2 tháng 3 năm 1861
Lãnh thổ Dakota được tách ra từ Lãnh thổ Nebraska. Nó bao gồm đất chưa tổ chức còn xót lại từ Lãnh thổ Minnesota. Lãnh thổ Dakota bao gồm cả Bắc Dakota và Nam Dakota cũng như phần lớn Montana và miền bắc Wyoming. Lãnh thổ Nebraska gồm có toàn bộ tiểu bang Nebraska và đông nam Wyoming ngày nay. Lãnh thổ Nevada được tách ra từ Lãnh thổ Utah, tương ứng với tây bắc Nevada ngày nay; ranh giới phía đông là đường kinh tuyến 39 độ phía tây Washington, D.C. (lưu ý lấy Washington D.C. làm kinh tuyến 0 độ, không phải Greenwich)
1 tháng 8 năm 1861
Liên minh miền Nam Hoa Kỳ thiết lập Lãnh thổ Arizona (CSA) trong nữa phía nam Lãnh thổ New Mexico của phe liên bang. Lãnh thổ này được tổ chức vào ngày 14 tháng 2 năm 1862. Nó tương ứng phân nửa phía nam của hai tiểu bang Arizona và New Mexico ngày nay.
14 tháng 7 năm 1862
Vì bản chất là một khu vực khai mỏ và đồng cỏ chăn nuôi nên đất đai được đưa thêm vào Lãnh thổ Nevada để phục vụ những hoạt động này. Ranh giới phía đông của lãnh thổ này được di chuyển về phía đông từ kinh tuyến 39 độ đến kinh tuyến 38 độ tây (lấy Washington D.C làm kinh tuyến chuẩn 0 độ) và chuyển đất đai từ Lãnh thổ Utah sang.
24 tháng 2 năm 1863
Phe Liên bang thành lập Lãnh thổ Arizona cho riêng mình, tách nó ra khỏi Lãnh thổ New Mexico. Hai lãnh thổ này tương ứng với cả hai tiểu bang ngày nay, trừ Lãnh thổ Arizona gồm có phần mũi phía nam của tiểu bang Nevada ngày nay.
4 tháng 3 năm 1863
Lãnh thổ Idaho được thành lập từ những phần đất của Lãnh thổ Washington, Lãnh thổ Dakota, và Lãnh thổ Nebraska, bao gồm Idaho, Montana, và phần lớn Wyoming ngày nay. Lãnh thổ Nebraska và Lãnh thổ Washington còn sót lại tương ứng với các tiểu bang cùng tên ngày nay.
20 tháng 6 năm 1863
Các quận tây bắc Virginia không muốn là bộ phận của Liên minh miền Nam Hoa Kỳ tách ra khỏi Virginia và được phép gia nhập liên bang thành tiểu bang thứ 35 là West Virginia.
26 tháng 5 năm 1864
Lãnh thổ Montana được tách ra từ Lãnh thổ Idaho. Lãnh thổ Idaho cũng có một số đất bị chuyển sang Lãnh thổ Dakota. Lãnh thổ Montana tương ứng với tiểu bang Montana ngày nay. Lãnh thổ Idaho bao gồm Idaho và phía tây Wyoming ngày nay. Lãnh thổ Dakota bao gồm cả Bắc Dakota và Nam Dakota, và phần lớn Wyoming ngày nay.
31 tháng 10 năm 1864
Lãnh thổ Nevada được phép gia nhập liên bang thành tiểu bang thứ 36 là Nevada; nó nhỏ hơn chút ít so với ngày nay vì thiếu khu vực ở phía đông và phía nam.
9 tháng 4 năm 1865
Liên minh miền Nam Hoa Kỳ đầu hàng. Tiến trình tái kiến thiết và tái gia nhập liên bang mất thời gian vài năm; để đơn giản hóa bản đồ, những tiểu bang này được biểu thị khi chúng đã được tái gia nhập liên bang. Để xem bản đồ hoạt cảnh chi tiết mô tả sự tái gia nhập liên bang của các tiểu bang cựu Liên minh miền Nam Hoa Kỳ trong suốt thời kỳ tái kiến thiết sau nội chiến, xin xem Sự tiến hóa của các tiểu bang thuộc Liên minh miền Nam Hoa Kỳ.
5 tháng 5 năm 1866
Ranh giới phía đông của Nevada được dịch chuyển từ kinh tuyến 38 độ sang kinh tuyến 37 độ phía tây kinh tuyến chuẩn là thủ đô Washington D.C., lấy đất từ Lãnh thổ Utah.
18 tháng 1, 1867
Góc tây bắc của Lãnh thổ Arizona được chuyển cho tiểu bang Nevada, cho nó ranh giới như ngày nay.
1 tháng 3 năm 1867
Lãnh thổ Nebraska được phép gia nhập liên bang thành tiểu bang thứ 37 là Nebraska.
11 tháng 10 năm 1867
Hoa Kỳ mua Alaska từ Nga; nó được đặt tên là Department of Alaska, tương ứng với tiểu bang Alaska ngày nay, trừ chút ít phần đất bị tranh chấp.
25 tháng 7 năm 1868
Lãnh thổ Wyoming được thành lập từ các phần đất của Lãnh thổ Dakota, Lãnh thổ Idaho, và Lãnh thổ Utah, tương ứng với ranh giới hiện nay của tiểu bang Wyoming.

## Thập niên 1870
21 tháng 10 năm 1872
Quần đảo San Juan được Vương quốc Anh giao cho Hoa Kỳ, chính thức kết thúc Chiến tranh Pig.
1 tháng 8 năm 1876
Lãnh thổ Colorado được phép gia nhập liên bang thành tiểu bang thứ 38 là Colorado.

## Thập niên 1880
28 tháng 3 năm 1882
Phần đất của Lãnh thổ Dakota ở phía nam vĩ tuyến 43° bắc và ở phía bắc sông Keya Paha và sông Niobrara được giao cho tiểu bang Nebraska.
17 tháng 5 năm 1884
Department of Alaska, trước đây nằm dưới quyền kiểm soát của chính phủ liên bang và quân đội, được đặt tên là Địa khu Alaska và được tổ chức với chính quyền địa phương.
2 tháng 11 năm 1889
Lãnh thổ Dakota được tách ra thành hai. Cả hai được phép gia nhập liên bang thành tiểu bang thứ 39 là Bắc Dakota và tiểu bang thứ 40 là Nam Dakota.
8 tháng 11 năm 1889
Lãnh thổ Montana được phép gia nhập liên bang thành tiểu bang thứ 41 là Montana.
11 tháng 11 năm 1889
Lãnh thổ Washington được phép gia nhập liên bang thành tiểu bang thứ 42 là tiểu bang Washington.

## Thập niên 1890
2 tháng 5 năm 1890
Lãnh thổ Oklahoma được tổ chức từ phần phía tây của Lãnh thổ người bản thổ Mỹ bao gồm Dải Neutral, tương ứng phân nửa phía tây của Oklahoma ngày nay.
3 tháng 7 năm 1890
Lãnh thổ Idaho được phép gia nhập thành tiểu bang thứ 43 là Idaho.
10 tháng 7 năm 1890
Lãnh thổ Wyoming được phép gia nhập liên bang thành tiểu bang thứ 44 là Wyoming.
4 tháng 7 năm 1894
Vương quốc Hawaii trở thành Cộng hòa Hawaii.
4 tháng 1, 1896
Lãnh thổ Utah được phép gia nhập liên bang thành tiểu bang thứ 45 là Utah.
4 tháng 5 năm 1896
Một phán quyết của Tối cao Pháp viện Hoa Kỳ chính thức đưa quận Greer vào Lãnh thổ Oklahoma.
12 tháng 8 năm 1898
Cộng hòa Hawaii bị Hoa Kỳ sáp nhập.

## Thế kỷ 20
14 tháng 6 năm 1900
Quần đảo Hawaii, bị Hoa Kỳ sáp nhập, được tổ chức thành Lãnh thổ Hawaii, tương ứng với tiểu bang Hawaii ngày nay trừ Đảo Palmyra bị tách ra.
20 tháng 10 năm 1903
Tranh chấp biên giới Alaska được giải quyết bằng phân xử, tổng quát là theo hướng có lợi cho Hoa Kỳ.
16 tháng 11 năm 1907
Lãnh thổ Oklahoma và Lãnh thổ người bản thổ Mỹ được kết hợp lại và được phép gia nhập liên bang thành tiểu bang thứ 46 là Oklahoma.
6 tháng 1 năm 1912
Lãnh thổ New Mexico được phép gia nhập liên bang thành tiểu bang thứ 47 là New Mexico.
14 tháng 2 năm 1912
Lãnh thổ Arizona được phép gia nhập liên bang thành tiểu bang thứ 48 là Arizona.
24 tháng 8 năm 1912
Địa khu Alaska được tổ chức thành Lãnh thổ Alaska.
28 tháng 3 năm 1921
Cuộc tranh chấp 1 dặm vuông Anh giữa Delaware và Pennsylvania về vùng The Wedge cuối cùng được giải quyết theo hướng có lợi cho Delaware.
3 tháng 1 năm 1959
Lãnh thổ Alaska được phép gia nhập liên bang thành tiểu bang thứ 49 là Alaska.
21 tháng 8 năm 1959
Lãnh thổ Hawaii được phép gia nhập liên bang thành tiểu bang thứ 50 là Hawaii. Đạo luật trao quyền trở thành tiểu bang của Hawaii đã tách Đảo Palmyra ra khỏi tiểu bang mới thành lập; như thế đảo này trở thành đất chưa tổ chức. Vì nó là đất đã được hợp nhất khi còn là một phần đất của Lãnh thổ Hawaii nên Đảo Palmyra trở thành lãnh thổ hợp nhất duy nhất còn lại của Hoa Kỳ cho đến nay.
14 tháng 1 năm 1963
Tranh chấp Chamizal với Mexico đối với vùng đất rộng 600 mẫu Anh (2,4 km2) trên biên giới Hoa Kỳ-Mexico giữa thành phố El Paso, Texas và Ciudad Juárez, Chihuahua được giải quyết. Tranh chấp này gây ra bởi sự sai khác giữa thềm sông Rio Grande được khảo sát năm 1852 và dòng chảy hiện tại của con sông.
Năm 1970
Thành phố Rio Rico, Texas bị nhượng lại cho México theo Hiệp ước biên giới 1970. Lễ bàn giao chính thức xảy ra vào năm 1977 và thành phố này được đưa vào tiểu bang của Mexico là Tamaulipas.